# Huta Norma
Huta Norma – huta cynku w Kolonii Norma działajaca w latach 1842–1906, położona była w dawnej kolonii robotniczej, na wschodzie Katowic, pomiędzy obecnymi dzielnicami Dąbrówka Mała i Bogucice.

## Historia
Huta została uruchomiona w 1842 przez Aleksandra Schreibera, właściciela Dziećkowic (obecnie Mysłowice). Jej kolejnym właścicielem był Friedrich Edouard von Löbbecke (w latach 1851−1868), następnie kupiec Adolf Wolff (w latach 1868−1871), po jego śmierci zakład przejęła jego żona. W 1881 huta stała się własnością koncernu Georg von Giesches Erben. W hucie pracowało około 50 osób. Jako zakład przestarzały i zbędny huta została zamknięta 1 kwietnia 1906 roku, po otworzeniu huty cynku Bernhardi.